# Dragväxt
Dragväxt är ett begrepp inom biodling. En dragväxt är en biväxt som under en viss tid fullständigt dominerar som föredragen växt hos bina, när de drar in näring till samhället. 
En dragväxt har stark sockerlösning i nektarn eller ett bra protein i pollenet. Dess blommor är relativt väl samlade i bestånd så att arbetssituationen för biet blir god. Detta leder till hög aktivitet hos bina och insamling av en stor mängd näring. Ur biodlarens perspektiv har ett drag uppstått. Det första draget för säsongen uppstår antingen av att hästhoven eller sälgen börjar blomma. Förutsättningen är varmt väder och stort bestånd av någon av växterna.
I förspelet till draget, spelar säkert binas dansspråk en viktig roll, när växtbeståndet presenteras i kupan, någon eller några dagar efter blomningens premiär. Den vagabonderande Humlan är alltid först att undersöka om ett växtbestånd kommer i blom.
Maskrosor i massor åstadkommer ett drag, det är menligt för fruktodlare med fruktträd i samtida blom. 
Mjölkört är en utmärkt dragväxt, den är bättre mot norr Zon 4 S.N.A och högre, någon okänd växt konkurrerar, en med sydlig utbredning.   
Då honungsbiet härstammar från gamla världen har många växter som inkommit från nya världen utmärkt sig som dragväxter av det skälet att deras blomning kompletterar den gamla världens växter. Dragväxt 1A i dessa tider är indiankålsväxten honungsfacelia från Amerika. Den stämmer in bra när ovanstående aspekter betraktas.